# Bissell Cycling
Bissell Cycling war ein US-amerikanisches Radsportteam mit Sitz in Grand Rapids.
Die Mannschaft wurde 2005 unter dem Namen Advantage Benefits Endeavour gegründet und besaß seitdem eine UCI-Lizenz als Continental Team, mit der sie hauptsächlich an Rennen der UCI America Tour teilnahm. Ab 2006 fuhr sie unter dem Namen Priority Health und ab der Saison 2008 fuhr sie unter dem jetzigen Namen. Managerin war zuletzt Doralee Moes, die von den Sportlichen Leitern Omer Kem und Glen Mitchell unterstützt wurde. Priority Health ist eine der größten Krankenversicherung in den Vereinigten Staaten. Die Mannschaft wurde mit Rädern der Marke Pinarello ausgestattet.
Ende der Saison 2013 wurde die Mannschaft aufgelöst.

## Saison 2013

### Zugänge – Abgänge
| Zugänge                  | Team 2012                         | Abgänge            | Team 2013                            |
| ------------------------ | --------------------------------- | ------------------ | ------------------------------------ |
| Jonathan Patrick McCarty | SpiderTech-C10                    | Andy Baker         | Hincapie Sportswear Development Team |
| Jason McCartney          | UnitedHealthcare Pro Cycling Team | Ben Jacques-Maynes | Jamis-Hagens Berman                  |
| Tommy Nankervis          | Competitive Cyclist Racing Team   | Chase Pinkham      | Jamis-Hagens Berman                  |
| Nicolai Brøchner         | Designa Køkken-Knudsgaard         | Eric Young         | Optum-Kelly Benefit Strategies       |
| Phil Gaimon              | Kenda-5-Hour Energy Cycling Team  | Weston Luzadder    | Bissell-ABG-Giant                    |
| Michael Torckler         | PureBlack Racing Team             | Alex Vanias        | Bissell-ABG-Giant                    |
| Kirk Carlsen (ab 01.07.) | Team Exergy                       | Chris Barton       | Cash Call Mortgage                   |
|                          |                                   | Joseph Schmalz     | Elbowz Racing-Boneshaker Project     |

### Mannschaft
| Name                     | Geburtstag        | Nationalität       | Team 2014                      |
| ------------------------ | ----------------- | ------------------ | ------------------------------ |
| Chris Baldwin            | 15. Oktober 1975  | Vereinigte Staaten |                                |
| Patrick Bevin            | 15. Februar 1991  | Neuseeland         | Health.com.au-Search2retain    |
| Mac Brennan              | 15. Juli 1990     | Vereinigte Staaten | Bissell-ABG-Giant              |
| Nicolai Brøchner         | 4. Juli 1993      | Dänemark           | Bissell Development Team       |
| Kirk Carlsen             | 25. Mai 1987      | Vereinigte Staaten | Jelly Belly-Maxxis             |
| Andrew Dahlheim          | 9. Juni 1988      | Vereinigte Staaten | Athlete Octane Cycling         |
| Phil Gaimon              | 28. Januar 1986   | Vereinigte Staaten | Garmin Sharp                   |
| Carter Jones             | 27. Februar 1989  | Vereinigte Staaten | Optum-Kelly Benefit Strategies |
| Julian Kyer              | 15. Mai 1988      | Vereinigte Staaten | Team SmartStop                 |
| Jason McCartney          | 3. September 1973 | Vereinigte Staaten |                                |
| Jonathan Patrick McCarty | 24. Januar 1982   | Vereinigte Staaten |                                |
| Tommy Nankervis          | 21. Januar 1983   | Australien         | Team Budget Forklifts          |
| Frank Pipp               | 22. Mai 1977      | Vereinigte Staaten | Karriereende                   |
| Michael Torckler         | 12. April 1987    | Neuseeland         | Team SmartStop                 |
| Jeremy Vennell           | 6. Oktober 1980   | Neuseeland         |                                |

## Saison 2009

### Erfolge in der UCI Oceania Tour
In der Saison 2009 gelangen dem Team nachstehende Erfolge in der UCI Oceania Tour.
| Datum     | Rennen                                | Fahrer         |
| --------- | ------------------------------------- | -------------- |
| 9. Januar | Neuseeländische Zeitfahrmeisterschaft | Jeremy Vennell |

## Platzierungen in UCI-Ranglisten
UCI Africa Tour
| Saison    | Mannschaftswertung | Fahrerwertung            |
| --------- | ------------------ | ------------------------ |
| 2009-2010 | -                  | -                        |
| 2011      | 15.                | Jay Robert Thomson (15.) |
| 2012-2013 | -                  | -                        |

UCI America Tour
| Saison | Mannschaftswertung | Fahrerwertung             |
| ------ | ------------------ | ------------------------- |
| 2005   | 18.                | Karl Menzies (122.)       |
| 2006   | 5.                 | Brent Bookwalter (16.)    |
| 2007   | 16.                | Garrett Peltonen (80.)    |
| 2008   | 20.                | Ben Jacques-Maynes (106.) |
| 2009   | 14.                | Tom Zirbel (43.)          |
| 2010   | 20.                | Frank Pipp (191.)         |
| 2011   | 11.                | Frank Pipp (76.)          |
| 2012   | 15.                | Patrick Bevin (56.)       |
| 2013   | 16.                | Phil Gaimon (87.)         |

UCI Europe Tour
| Saison    | Mannschaftswertung | Fahrerwertung     |
| --------- | ------------------ | ----------------- |
| 2009      | 106.               | Tom Zirbel (508.) |
| 2010-2013 | -                  | -                 |

UCI Oceania Tour
| Saison | Mannschaftswertung | Fahrerwertung          |
| ------ | ------------------ | ---------------------- |
| 2007   | 9.                 | Cameron Wurf (10.)     |
| 2008   | 2.                 | Jeremy Vennell (13.)   |
| 2009   | 9.                 | Jeremy Vennell (7.)    |
| 2010   | 11.                | Peter Latham (39.)     |
| 2011   | -                  | -                      |
| 2012   | 7.                 | Patrick Bevin (11.)    |
| 2013   | 4.                 | Michael Torckler (10.) |